# Павловка (Карасукский район)
Павловка — деревня в Карасукском районе Новосибирской области. Входит в состав Октябрьского сельсовета.

## Название
Бывший топоним переводится с немецкого языка как «красивая деревня».

## География
Площадь деревни — 54 гектара.

## Население
| 2002 | 2007 | 2010 | 2014 |
| ---- | ---- | ---- | ---- |
| 384  | ↘304 | ↗313 | ↗322 |

## История
Посёлок Шендорфский основан в 1908 году немцами-переселенцами из Самарской и Саратовской губерний. Жители по вероисповедованию в основном являлись лютеранами. После образования посёлок был включён в состав Купинской волости, что в Каинском уезде Томской губернии. После этого мигранты переезжали в Шендорфский ещё за 5-6 лет до Первой мировой войны. Застройка посёлка изначально относилась к так называемому «блоклинейному» типу.
По данным на вторую половину 1930-х годов в поселке работала машинно-тракторная станция. Во времена Большого террора (массовые репрессии) были убиты некоторые жители поселка, по состоянию на 1940 год в Шендорфском насчитывалось 42 вдовьих немецких хозяйства (при том всего хозяйств в населенном пункте было 134). Тогда же численность населения уменьшилась из-за миграции из поселка: в том году Шендорфский покинуло 30 хозяйств, из которых половина относилась к старосельческим.
В 1942 году в поселок были переселены жители немецких колхозов из нескольких других деревень.
В 1945 году немецкое население было переселено в соседние населенные пункты, а на их место вселено казахское. В 1948 году Шендорф с формулировкой «по желанию трудящихся» был переименован в Павловку. Статус населенного пункта также был изменен, и на 1957 год поселение упоминалось как аул Павловка. В 1949 году немцы стали снова переселяться в Павловку, это произошло после того, как взрослые мужчины вернулись из трудовой армии. 
До первой части 1960-х среди жителей села большинство были казахами.

## Инфраструктура
В Павловке расположены общеобразовательная школа, почтовое отделение, центр немецкой культуры, сельский клуб, памятник погибшим в Великой Отечественной войне. В четырёх с половиной километрах от деревни на автодороге Новосибирск — Павлодар с проездом через Карасук находится грузопассажирский многосторонний автомобильный пункт пропуска (МАПП) «Павловка» на российско-казахстанской границе.